# Гадсден (Алабама)
Гадсден (енгл. Gadsden) град је у америчкој савезној држави Алабама. По попису становништва из 2010. у њему је живело 36.856 становника.

## Демографија
Према попису становништва из 2010. у граду је живело 36.856 становника, што је 2.122 (5,4%) становника мање него 2000. године.
| Група             | 2000.          | 2010.          |
| Белци             | 24.016 (61,6%) | 20.631 (56,0%) |
| Афроамериканци    | 13.252 (34,0%) | 13.361 (36,3%) |
| Азијати           | 208 (0,5%)     | 214 (0,6%)     |
| Хиспаноамериканци | 1.039 (2,7%)   | 1.986 (5,4%)   |
| Укупно            | 38.978         | 36.856         |